# 朝鮮人民軍戦略軍
朝鮮人民軍戦略軍（ちょうせんじんみんぐんせんりゃくぐん、朝鮮語：조선인민군전략군 英：Korean People’s Army Strategic Force）は、朝鮮民主主義人民共和国の軍隊である朝鮮人民軍の軍種の1つ。
主にこれまで北朝鮮が開発してきた大陸間弾道ミサイルなどを取り扱う。
2013年の拡張前は、朝鮮人民軍戦略ロケット軍（朝鮮語：조선인민군전략로케트군 /朝鮮人民軍戦略的로케트軍）と呼ばれていた。

## 概要
朝鮮人民軍戦略軍は、朝鮮人民軍が管轄する戦略ミサイル部隊を指し、主に独自に設計・製造した各種長距離大陸間弾道ミサイルを装備し、核兵器や通常型戦略ミサイルの統制も行っている。このうち、北朝鮮が開発したミサイルは主にスカッドミサイルを拡張・発展させたもので、攻撃範囲、ペイロード、精度が異なる。国産のスカッドの火星5号や火星6号など一部のミサイルは移動式ミサイルだが、テポドン1号は発射台が固定されている必要がある。
配備されたさまざまなミサイルの正確な数はまだわかっていないが、北朝鮮の砲兵総局には約 600 発のファソン 6 (スカッド C) と 320 発のノドン 1、およびその他のさまざまな種類の短距離ミサイルがあると一般に認められている。 . 現在、北朝鮮の最も重要な軍事発射基地は、東海岸のムスダン里にあるフアニ郡大陸間ミサイル発射場であると同時に、全国に小規模なミサイル発射基地がある。2012年 12月12 日に初めて人工衛星 の打ち上げが成功。この打ち上げは、日韓両国のミサイル監視ネットワークを突破した。

## 核実験の歴史
北朝鮮は建国以来、核兵器に関して関心をもっていたとされる。当時の東側諸国の中で核開発能力を持っていたのはソビエト連邦（ソ連）、のちに中華人民共和国（中国）が加わることになるが、ともに原子力の平和利用を行う分には熱心に協力したが、核武装の協力に関しては消極的であった。
北朝鮮が本格的に核開発に取り組んだのは朝鮮戦争休戦後とされる。具体的には1956年3月と9月、ソ連との間に原子力開発に関する基本合意を行い、数人の科学者をソ連のドゥブナ核研究所に派遣した。また、小規模の研究用原子炉であるIRT-2000研究用原子炉の供与を受け、寧辺核施設に建設された。
ソ連は、原子力の協力は平和利用に限定されるべきとの立場を崩さなかった。しかし北朝鮮はあくまで核兵器を持つことに執着し、1964年に原爆を保有した中国に支援を要請したが、これも拒否されたと伝わっている。
この後も核開発計画は放棄されることはなく、東側諸国の政府関係者の証言とアメリカの偵察衛星が1982年以降に撮影した写真の分析から、平安北道寧辺郡に新たな原子炉が建設されていることが判明した。アメリカは当時のソ連に対して北朝鮮が核拡散防止条約（NPT）に加盟するように働きかけた。結果として北朝鮮はNPTに加盟することになり国際原子力機関（IAEA）の監視下に置かれたが、その後も核開発計画を進行させている疑惑がくすぶり続けた。
そして1986年3月、寧辺の衛星画像で幾つかの円筒状のクレーターが確認され、これが高性能爆発実験の痕跡と判明し、原爆開発計画を進めているとされる証拠となった。その後、寧辺や泰川郡（平安北道）に大型黒鉛減速炉が建設されていく様子も偵察衛星から判明し、徐々に国際問題化していった。

### NPT脱退と核実験の実施
北朝鮮は2003年1月10日、アメリカの軍事的脅威を理由に挙げ、核拡散防止条約第十条を根拠にNPTからの脱退を通告した。そして2005年2月10日、公式に核兵器の保有宣言を行い、2006年10月9日に地下核実験を行ったことから当条約上で定義された「核兵器国」以外の事実上の核保有国となった。
NPT脱退については、同条約の第十条に脱退条項が存在し、国際法上は通告から3ヶ月後に有効になると解されているため、国際法上は当条約上の拘束を受けないかたちとなる。
しかし、アメリカは北朝鮮のNPT上の義務について判断しない立場をとっており、NPTの運用機関においても、議長が北朝鮮のネームプレートを「預かる」ことで北朝鮮の立場を曖昧にしておく異例の政治判断が継続して採られている[6]。
リトルボーイ（広島に投下）やファットマン（長崎に投下）といった開発初期の原子爆弾は、北朝鮮のような発展途上国では設備を備えることすら不可能なほど巨大であった。しかし、米シンクタンクの憂慮する科学者同盟のミサイル問題専門家は、第二次世界大戦当時の原子爆弾は技術的不安が多く、計算よりもかなり大量の爆薬を使って構造も頑丈にしているため重量があるのにすぎず、現在では核兵器に関して既知となっている研究も多く、当時とは技術的背景も異なるため、現在の北朝鮮の原子爆弾と単純に比較することは不適切としている[7]。
また、米シンクタンク科学国際安全保障研究所の研究者らは原子爆弾のサイズを小さくすること自体は原子爆弾の設計が初歩的であったとしても可能としている[8][9]。

### 核開発の継続とその目的
寧辺核施設
2006年の核実験を皮切りに、北朝鮮は2013年までに3回の核実験を行い、また、中国が1960年代に開発した弾道ミサイルに搭載可能なウラン爆縮型原子爆弾の設計図が核の闇市場かパキスタンから直接北朝鮮に入っている可能性が高く、700 kgから1,000 kgまでの小型化に成功しているのではないかといわれている[10][11]。
北朝鮮で配備中の核兵器は2013年においては原爆だと考えられている。しかし水爆開発の基礎実験を行った疑惑もあり、水素爆弾や強化原爆も開発中だと考えられている[12]。特に強化原爆については2013年2月12日に行った3回目の核実験にて、最大40 キロトン（kt）という解析[13]も出ており、保有に至った可能性も否定できない状況となっている。
2010年時点では保有数についてはファットマンのような初期型原爆の技術水準で20 ktの出力を狙った場合、最大6個と考えられていたが、核の闇市場からの技術流入や核実験の成果を想定した場合、インド・パキスタンのような中級技術と同程度と考えられ、その場合、20 ktの出力を狙うと最大17個保有していると考えられている。これはプルトニウムだけの想定であり、濃縮ウランを加えると、最大23個保有していると考えられている[14]。
一方、ミサイル開発では2010年時点で日本のほぼ全土を射程に収める弾道ミサイル「ノドン」を200から300基配備しており、アメリカ本土に到達する長距離弾道ミサイルの開発も進めているとみられる[15]。
金正恩は、2013年に「経済建設と核武力建設の並進路線」をみずからの総路線とする談話を発表し、核保有の恒久化を宣言した[1]。そして、アメリカや国際社会との対決こそが経済再建の道であるかのように主張している[16]。同年4月、北朝鮮は「自衛的核保有国の地位をより強固にする法律」を採択し、「敵対的核保有国」であるアメリカ、米韓相互防衛条約を結んでいる韓国、日米安全保障条約を結んでいる日本を「核兵器による攻撃対象」に定めている[1]。
国際社会の批判にもかかわらず、北朝鮮が核開発に固執する理由には、冷戦終結後も朝鮮戦争が「休戦」状態で継続している一方で、旧東側諸国からの庇護は受けられなくなった情勢変化に加えて、核抑止力によって「体制保証」を得ること、「瀬戸際外交」における交渉カード、海外への技術移転による外貨獲得、国際的および国内的な国威発揚、先軍政治による軍の威光や成果の優先、イラク戦争、大量破壊兵器を廃棄したリビアが2011年の内戦で崩壊した教訓[17]などがあるとみられる。2020年代には2022年のロシアのウクライナに侵攻を受けて、さらに開発が加速した可能性が指摘されている[18]。

### 非核化合意とその不履行
「対南工作」も参照
1991年には、韓国と朝鮮半島の非核化に関する共同宣言を行い、朝鮮半島の非核化や相互査察を宣言したが、それによる相互査察は実行されることは無く、実効性を伴わなかった[19]。1992年のジュネーブ合意以降、北朝鮮は核兵器に関する国際的な約束をアメリカと8回行っている。「核開発はしない」とそのうち4回言ったが、核開発の現場が発覚すると廃棄すると約束したことが4回ある。北朝鮮問題を担当するブルース・クリングナーヘリテージ財団上級研究員は「8回とも約束を破って、2018年3月5日の約束が9回目となる」と指摘している。
北朝鮮は対話を時間稼ぎと対外支援獲得に利用してきた。北朝鮮は2005年の合意もテポドンミサイル発射と2006年の初の核実験で不履行している。金正恩がトップになった直後である2012年2月29日に北朝鮮が核長距離ミサイル発射を中止する代わりに、アメリカは24万t規模の食糧を支援することを骨子とした米朝合意が行われたが、北朝鮮は直後に弾道ミサイル技術を利用した長距離ロケットである銀河3号を発射して、米朝合意を守らなかった。
そのため、2018年3月の繰り返されてきた北朝鮮による「非核化宣言」にもアメリカ上院議員のコーリー・ガードナーは、「北朝鮮の言葉にだまされてはならない、一時的に北朝鮮が核やミサイル実験をしていなくても技術開発は継続している」と述べている。朝鮮半島問題の専門のビクター・チャ教授も「北朝鮮の姿勢は、経済的利益を得るための戦術変更であるだけだ」と述べている[20]。
国連安全保障理事会・北朝鮮制裁委員会（1718委員会）専門家パネル元委員の古川勝久は北朝鮮が体制への「脅威」のために核開発していると主張しているために、話すべき、制裁を緩めるべき、核を容認すべきだという人たちについて「対話と合意の裏で各国で違法な資金集めや部品の隠蔽輸入して核・ミサイル開発してきた北朝鮮である。日本で護憲や平和を主張している人ほど対話を絶対視しているが、北朝鮮の核を容認することは核兵器の売買による拡散・北朝鮮を見て核保有国になる国の激増を望むのと同義なのを理解していない、大局的視点の欠けた井の中の蛙」と批判している。
アメリカ財務長官のスティーヴン・マヌーチンは「2018年は過去10年の合計よりも厳しい対北朝鮮制裁を実施した」と説明し、韓国国会情報委員長によれば北朝鮮の資金源を締め上げた結果、2018年10月にも北朝鮮の外貨準備が底をつく。上級研究員のクリングナーは「北朝鮮を動かすには、コブラのようにすばやく毒牙にかけるよりは、ニシキヘビのように徐々に巻き付いて締め付ける戦略の方が効果的だ」と最大限の圧力の継続だけが北朝鮮に通用すると指摘している[21][22][23]。2018年3月の南北間の暫定合意案のある「北朝鮮非核化」に北朝鮮研究所長の鄭永泰は合意案の内容を精査すると「在韓米軍撤収」が要求されていると説明している。
朝鮮戦争の1950年当時に釜山付近を除いて、 ほぼ朝鮮半島を占領して韓国を滅ぼすことで半島の共産化できたところをアメリカによって阻止されたと考えている北朝鮮は、赤化統一を阻止したアメリカを平和協定によって半島から米軍を撤収させて最終的に韓国を影響下に置くことが目的であると指摘されている[24][25]。
上述の古川勝久は、北朝鮮が対話に応じた時期をふりかえると、20世紀末の「苦難の行軍」と呼ばれる大飢饉、核・ミサイル開発への国際社会から制裁に耐えられない時など、上位層や軍部からも不満がでて武力でも抑えきれなくなった時に限られることを指摘している。そして、その都度、北朝鮮としては会談や対話をテコにして制裁を突破することに成功してきた。北朝鮮が「体制の安全」を条件に「非核化」を諸外国に示している本当の目的は、まず最初に在韓米軍が撤収するよう誘導し、それに成功した後に日本や東南アジア・グアムなど太平洋にある米軍基地を言い訳にして、「まだ体制への安全が確保出来ていない」としてどんどん要求して時間稼ぎしている内に開発をさらに進めていくことだと述べている。「北朝鮮との対話」とは、北朝鮮にとって要求が拒否されて在韓米軍が撤収されなくても、それを口実にして金一族専制体制の持続と核開発の既成事実化という一石二鳥の行為だと古川は説明している。そして、SLBMなどはまだ完成していない北朝鮮にとって、北朝鮮への爆撃など先制攻撃が行われると核ミサイル一辺倒にしてきたためにその他が時代遅れである軍備、比較的上位の兵士にさえ体内に寄生虫がいる状態のため降伏を推奨したならば戦いにもならず、独裁下で不満が溜まっている北朝鮮の人々が蜂起して支持に回る恐れが高い軍事行動を阻止するために「非核化」の嘘を繰り返していると解説している[26]。
アメリカでは北朝鮮の「魅力攻勢」を「繰り返し上映される映画」とたとえている。韓国は北朝鮮をなだめるために、経済協力事業を北朝鮮との共同で官民合わせて2017年までに約240件の合意を行ったが、北朝鮮の核開発を遅らせることもやめさせることもできなかった。
非公式を含まない韓国政府による現代グループの対北送金、開城工業団地や金剛観山光山、交易など北朝鮮への公式送金は1998年3月から2010年6月までに35億2380万USドル（約3兆9400億ウォン）になっている。 キム・デジュン政権が13億4千500万ドル（約1兆5千億ウォン）、ノ・ムヒョン政権時には、14億1000万ドル（約1兆6000億ウォン）を北朝鮮に送金した。イ・ミョンパク政権では2010年6月まで7億6500万ドル（約8600億ウォン）を北朝鮮に送金している[27]。
このように、北朝鮮が核・ミサイルの「開発凍結」を約束する度に、日米韓などが食糧支援・経済支援・制裁解除を何度も実施したが北朝鮮は裏で開発を続けてきた。その結果、北朝鮮の核・ミサイル開発進行を許してきた。対話と援助による北朝鮮の核・ミサイル開発放棄は裏切られて失敗を繰り返してきたといえる。ロイター通信は2018年に北朝鮮が韓国大統領であるムン・ジェインとの首脳会談に合意したことやトランプとの対話を希望してきた背景を制裁による外貨準備高の急減・貿易収支の大幅な赤字・「譲歩をちらつかせて支援を確保後、合意反故」のパターンを狙っているためと解説している[28]。

## 装備
- スカッド
- KN-02
- ノドン
- ムスダン
- テポドン1号
- テポドン2号
- KN-08
- 北極星1号
- 北極星2号
- 北極星3号
- 北極星4号
- 北極星5号
- 銀河2号
- 銀河3号
- 火星12
- 火星14
- 火星15
- 火星17
- 火星18